# Пјано деј Грили (Алесандрија)
Пјано деј Грили је насеље у Италији у округу Алесандрија, региону Пијемонт.
Према процени из 2011. у насељу је живело 15 становника. Насеље се налази на надморској висини од 562 м.